# Lavalleja
Lavalleja is een departement in het zuidoosten van Uruguay. De hoofdstad is Minas.
Het departement heeft een oppervlakte van 10.016 km2 en heeft 58.815 inwoners (2011). Het departement ontstond in 1837 toen het werd gevormd uit delen van Cerro Largo en Maldonado. Tot 1927 heette het departement Minas, naar zijn hoofdstad. Het is vernoemd naar Juan Antonio Lavalleja, een leider uit de Uruguayaanse onafhankelijkheidsstrijd.
Inwoners van Lavalleja worden serranos genoemd in het Spaans.
De belangrijkste rivier van zuidelijk Uruguay, de Santa Lucía ontspringt in de westelijke heuvels van het departement.